# 长寿 (瓜尔佳氏)
长寿（？—1852年），清朝官员，满洲正白旗人。瓜尔佳氏，塔思哈之子，长瑞之弟。
父塔思哈在道光初年，官至喀什噶尔（今新疆喀什市）帮办大臣。张格尔叛乱时遇难。长寿以父荫授蓝翎侍卫，爵为骑都尉。官至甘肃凉州镇总兵。咸丰元年（1851年），和兄长长瑞随钦差大臣赛尚阿赴广西，镇压太平天国运动，围攻永安城数月。咸丰二年（1852年）二月，逼迫太平军从永安撤出到桂林。又随乌兰泰追击太平军到龙寮岭，当地险要易守难攻。当时大雾，遭到太平军的炮火袭击，士卒两天没有吃饭。激战后，被太平军击败，死伤很多。战斗后，他受伤坠马，他和兄长都被太平军杀死。乌兰泰也受伤，后在阳朔死去。咸丰帝追赠他为提督，授予骑都尉兼云骑尉世职，赐给其母银三百两，谥号勤勇。在永安建双忠祠祭祀兄弟二人。其子就是晚清重臣荣禄。